# Rose Law Firm
Адвокатска канцеларија Роуз, са седиштем у Литл Року, Арканзасу, је трећа најстарија адвокатска канцеларија у САД, најстарија западно од реке Мисисипи и уједно најстарија компанија у Арканзасу.

## Историјат
Фирма је основана 1. новембра 1820. године, шеснаест година пре стицања државности Арканзаса, када су Роберт Критенден (1797) и Честер Ешли (1791) склопили споразум о „партнерству у адвокатури”. Име предузећа је мењато доласком нових партнера. Име „Роуз” (ружа) усвојено је 1865. године, када је Уријах Митол Роуз постао партнер фирме. Статуа руже стоји у Америчком капитолу.
До касних ’70-их двадесетог века, фирма је имала девет партнера и носила назив: Роуз, Неш, Вилијамсон, Керол, Клеј ен Гирор. Фирма је поједноставила име у Роуз 1980. године.
Хилари Клинтон је постала прва партнерка Роуза, док је њен муж био државни правобранилац а касније гувернер Арканзаса.